# Pandemis cerasana

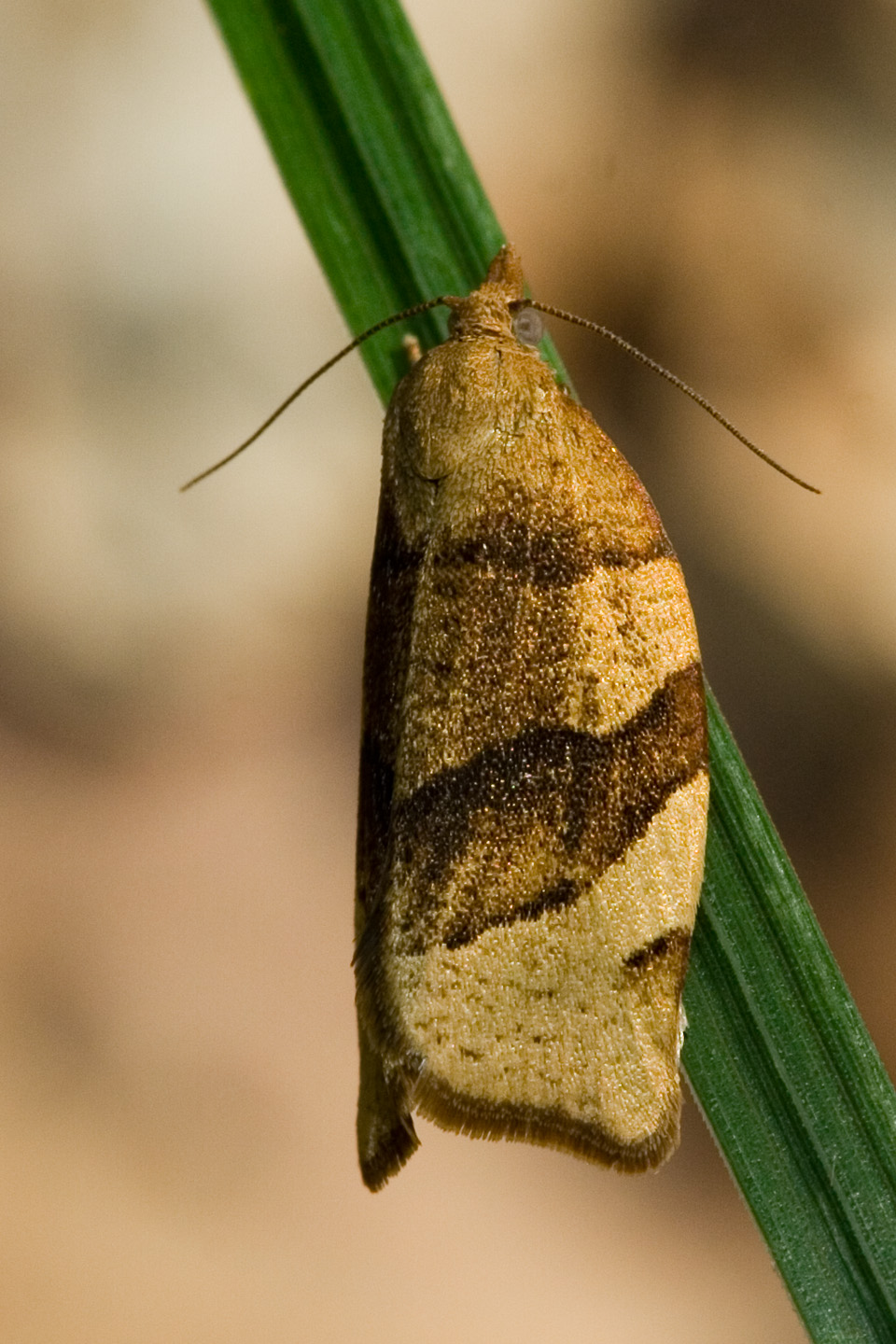
Pandemis cerasana mit schwarzer Bestäubung

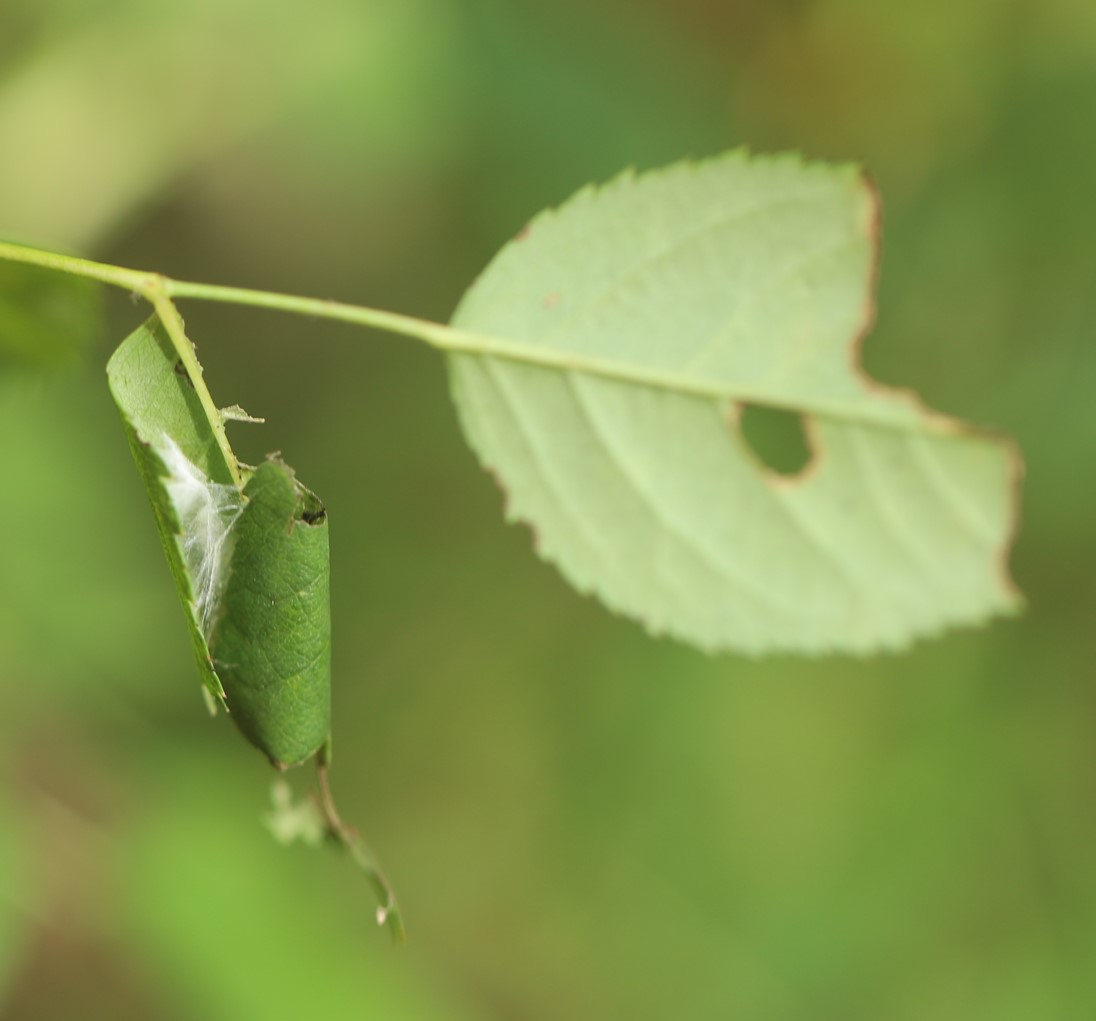
Zusammengesponnenes Blatt einer Hundsrose

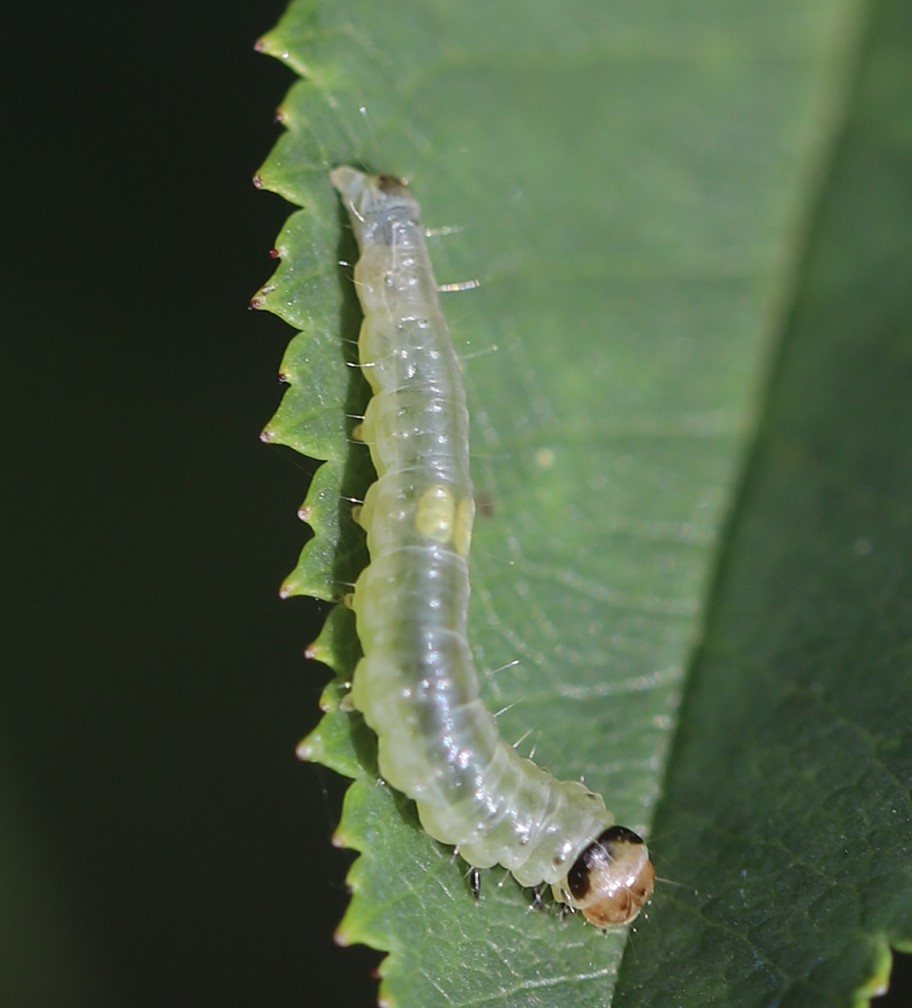
Raupe aus dem zusammengesponnenen Blatt

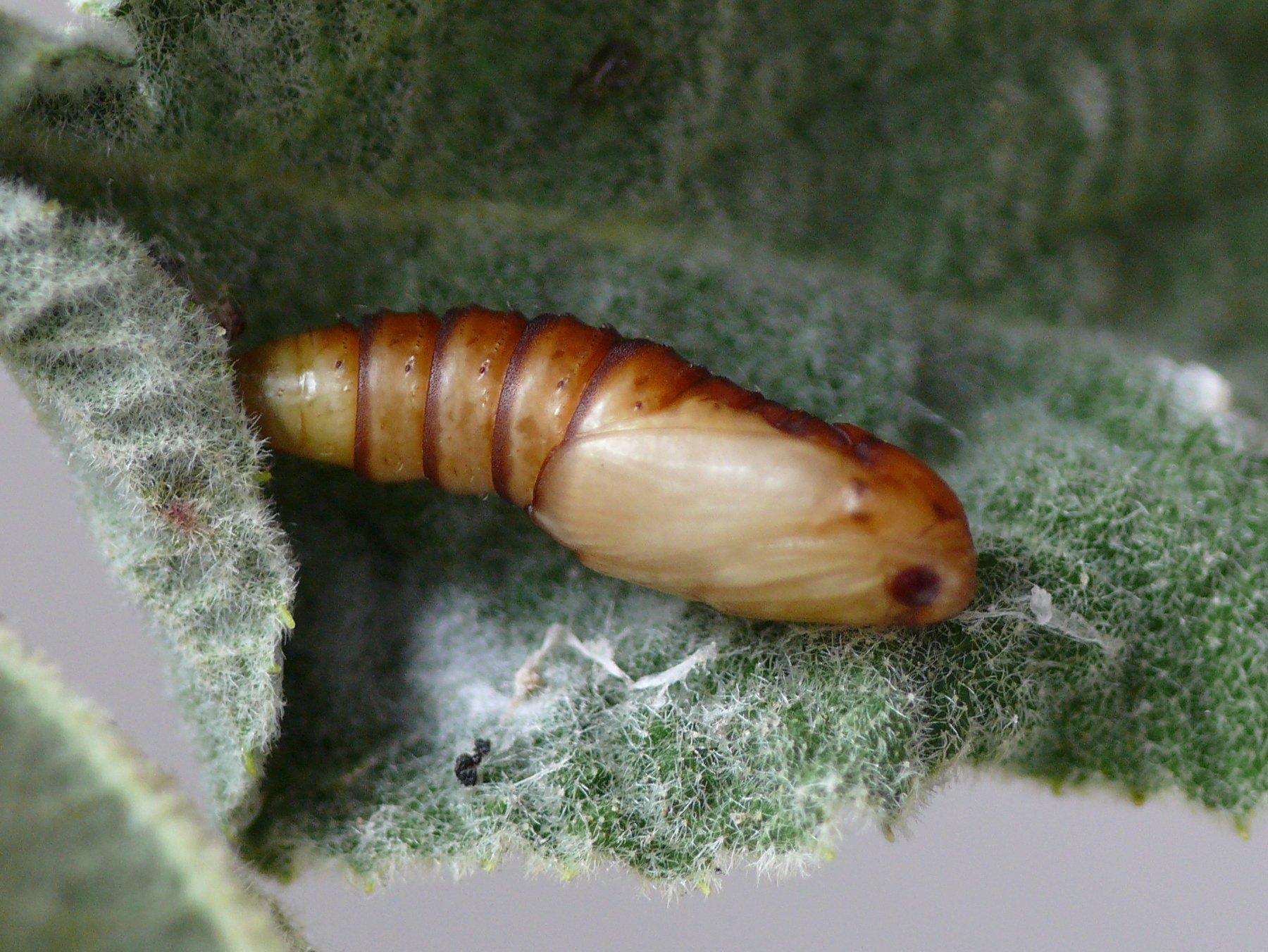
Puppe von Pandemis cerasana

Pandemis cerasana ist ein paläarktisch verbreiteter Schmetterling aus der Familie der Wickler (Tortricidae).

## Merkmale

### Falter
Die Falter erreichen eine Flügelspannweite von 16 bis 22 Millimeter bei den Männchen und 17 bis 24 Millimeter bei den Weibchen. Die Falter sind variabel in der Färbung von gelblich bis bräunlich. Manchmal sind Flügel und Rücken schwarz bestäubt. Die Vorderflügel sind an der Basis dunkler, ebenso wie ein vom Vorderrand (Costa) zum Analwinkel verlaufendes Band und ein Costalfleck nahe der Spitze. Über dieser Zeichnung bilden helle Schuppen und die dunkeln Adern eine schwache Netzstruktur. Die Hinterflügel sind einfarbig grau mit hellem Fransenrand.

### Präimaginalstadien
Die flachen, ovalen Eier werden in einem Oval abgelegt. Die Raupe ist bis 20 mm lang, dünn und flach. Die Färbung ist stark variabel von grün über gelblich bis bräunlich. Der Kopf ist braungelb und mitunter dunkler gefleckt oder auch ganz schwarz. Das Nackenschild hat stets die Körperfarbe. Seitlich und hinten hat sie einige schwarze Pünktchen und Striche, die zusammenfließen können. Die hellbraune bis schwarzbraune Puppe ist 9–15 mm lang. Der Kremaster ist länger als breit.

## Ähnliche Arten
- Pandemis heparana (Denis & Schiffermüller, 1775)
- Pandemis cinnamomeana (Treitschke, 1830) Die Art hat breitere Flügel und einen dunkleren und größeren Costalfleck.[1]

## Synonyme
Die Art wurde 1786 von Jacob Hübner als Phalaena cerasana erstbeschrieben.
- ribeana (Hübner [1796 99]) ([Tortrix])
- grossulariana (Stephens, 1834) (Tortrix)[4]

## Lebensweise
Manche Raupen schlüpfen nach wenigen Wochen aus den Eiern und fressen für kurze Zeit, bevor sie überwintern. Andere Eier überwintern und die Raupen schlüpfen erst im nächsten Frühjahr. Die Raupen sitzen an Knospen oder sind in einer Blattrolle versponnen. Sie leben polyphag an verschiedenen Bäumen und Sträuchern. Dazu zählen beispielsweise Birken (Betula spec.), Gemeine Hasel (Corylus avellana), Buchen (Fagus), Eichen (Quercus), Ahorne (Acer), Ulmen (Ulmus), Weiden (Salix), Linden (Tilia), Birnen (Pyrus), Äpfel (Malus), Johannisbeeren (Ribes), Schlehdorn (Prunus spinosa), Kreuzdorn (Rhamnus), Mehlbeeren (Sorbus), Berberitzen (Berberis), Echte Nelkenwurz (Geum urbanum), Lärchen (Larix) und Kiefern (Pinus) sowie Tee (Camellia). Zum Lebensraum gehören Wälder und besonders Waldränder, Park- und Obstanlagen, in denen Pandemis cerasana auch als Schädling auftreten kann. Meist ist der Schaden unbedeutend, da die Raupen nicht zusammen in größeren Gruppen fressen.

### Flug- und Raupenzeiten
Pandemis cerasana bildet eine Generation im Jahr, die von Mitte Mai bis August fliegt. Die Raupen sind von September bis Mai anzutreffen. Sie überwintern und setzen die Entwicklung im folgenden Jahr fort.

### Verbreitung
Pandemis cerasana ist paläarktisch in Europa, Kleinasien, Sibirien, Nordostindien, in der Mongolei, Korea und Japan verbreitet und in ganz Mitteleuropa häufig.

## Spezialisierte Feinde
An Pandemis cerasana sind verschiedene Arten von Schlupfwespen (Ichneumonidae), Brackwespen (Braconidae), Erzwespen (Chalcidoidea) und Raupenfliegen (Tachinidae) als Parasitoide nachgewiesen:
- Ichneumonidae
  - Habrocryptus porrectorius
  - Mesochorus sylvarum
  - Phytodietus segmentator
  - Phytodietus polyzonias
  - Pimpla maculator
  - Phaeogenes callopus
  - Phaeogenes stimulator
  - Hybophanes scabriculus
  - Apechthis rufata
  - Omorga mutabilis
  - Itoplectis alternans
  - Oedemopsis scabricula

- Braconidae
  - Ascogaster rufidens
  - Macrocentrus abdominalis
  - Meteorus ictericus
  - Apanteles xanthostrigma
  - Zele testaceator

- Chalcidoidea
  - Brachymeria euploeae
  - Pediobius sp.
  - Habrocytus saxeseni (?)
  - Dibrachys cavus
  - Monodentomerus aereus
  - Habrocytus sp.

- Tachinidae
  - Neopales pavida
  - Compsilura concinnata
  - Pseudoperichaeta nigrolineata

## Belege